# Rifugio Bartolomeo Gastaldi
Il rifugio Bartolomeo Gastaldi si trova a 2659 m di quota in alta val d'Ala ed è il principale punto di accesso per salire sull'Uia di Ciamarella e sull'Uia di Bessanese.

## Caratteristiche ed informazioni
Si trova in un pianoro glaciale caratterizzato da ampie morene e da laghetti di origine glaciale.
È intitolato al geologo Bartolomeo Gastaldi.

## Storia

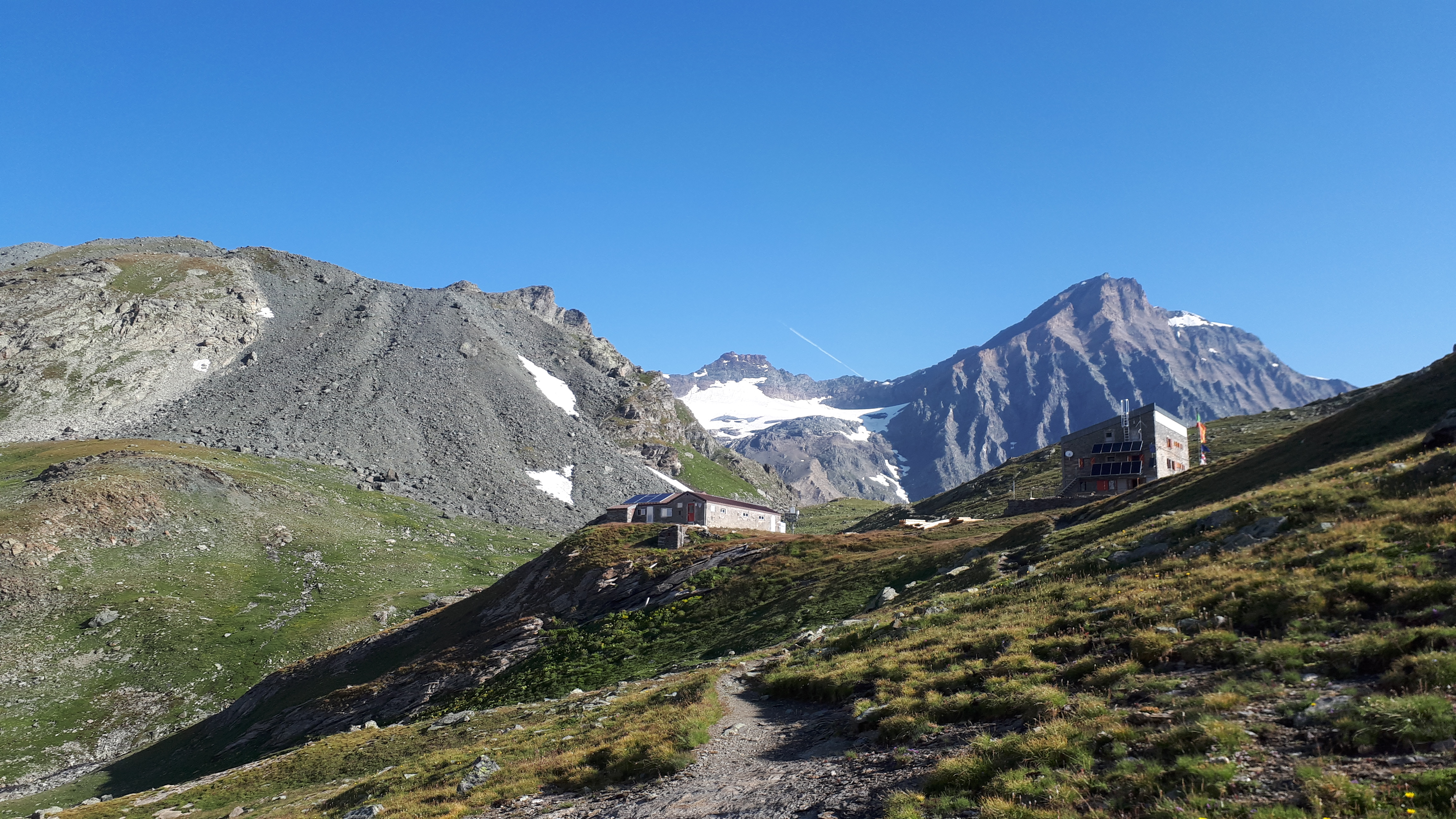
Il rifugio (parte vecchia e parte nuova) e con sullo sfondo l'Uia di Ciamarella.

È il più antico rifugio delle valli di Lanzo. Venne costruito dapprima nel 1880 e poi ricostruito ed ampliato a più riprese. La vecchia struttura ospita oggi, oltre al bivacco invernale, una sede staccata del Museo nazionale della montagna di Torino.
Il rifugio, posizionato nei pressi dei sentieri che portavano ai valichi con la Francia, fu teatro di scontri tra partigiani e nazifascisti durante la seconda guerra mondiale. Nell'ottobre del 1944 il Gastaldi, usato come rifugio dai partigiani, fu attaccato dal battaglione guastatori alpini "Valanga" della Xª MAS che lo diedero alle fiamme. Durante gli scontri morì il partigiano Celso Miglietti della 19ª Brigata Garibaldi, decorato con la medaglia d'argento al valor militare. Nei pressi del rifugio è presente una lapide alla sua memoria.

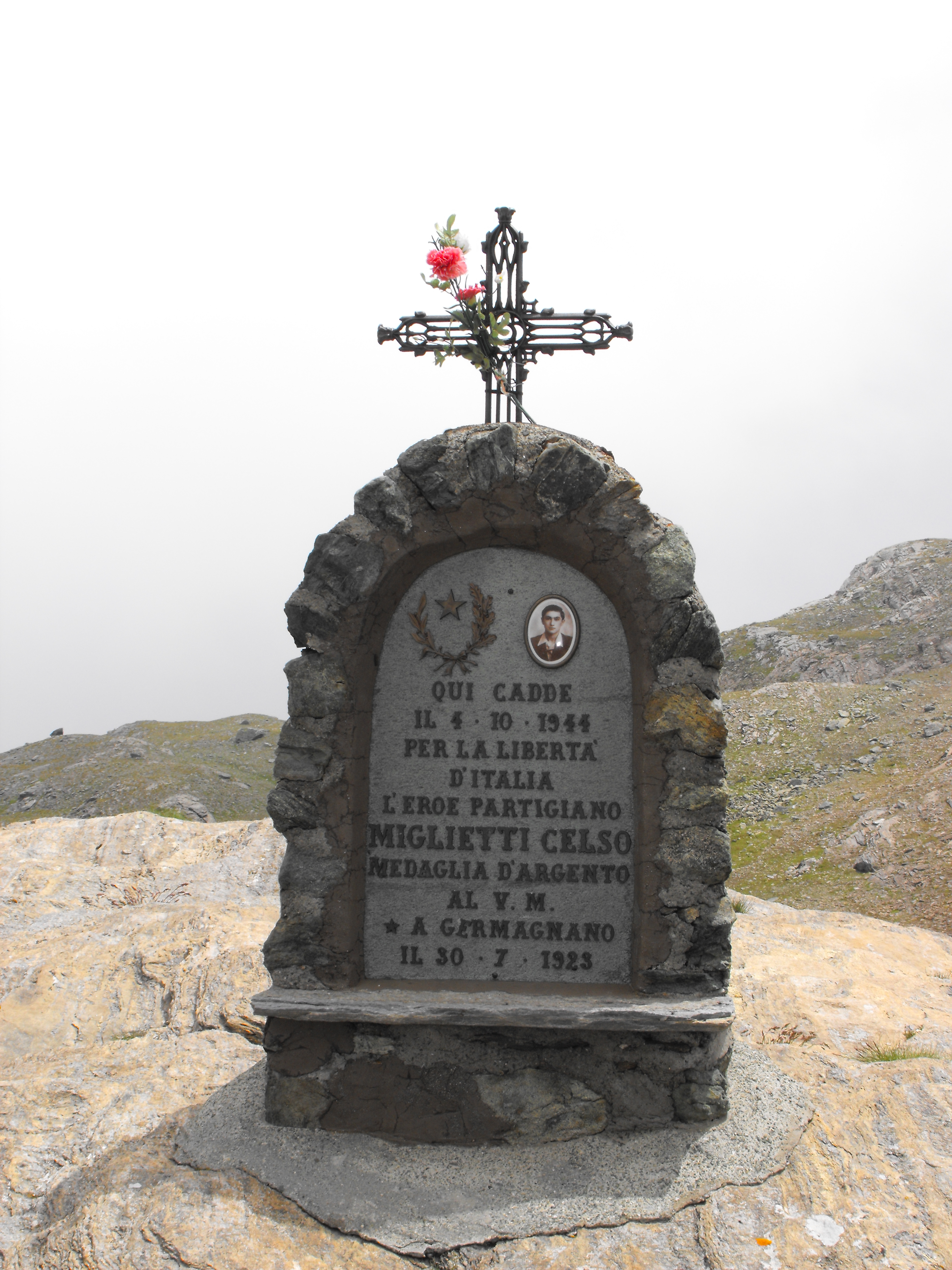
Lapide nei pressi del rifugio Gastaldi.

## Accessi
L'accesso al rifugio avviene normalmente dal Pian della Mussa attraverso sentiero e tempo di percorrenza quantificabile in due ore e trenta.

## Ascensioni
Costituisce il punto di partenza di diverse escursioni ed ascensioni. Tra queste ascensioni merita ricordare:
- Uia di Ciamarella - 3.676 m
- Uia di Bessanese - 3.597 m
- Albaron di Savoia - 3.638 m
- Monte Collerin - 3.475 m
- Punta Adami - 3.166 m
- Rocca Turo - 2.757 m

## Traversate
- Rifugio Luigi Cibrario - 2.616 m passando per il Collarin d'Arnas, il lago della Rossa ed il colle Altare.
- Rifugio dell'Averole - 2.210 m raggiungibile sia attraverso il colle d'Arnas e sia attraverso il passo Collerin.

Il rifugio è interessato dal percorso escursionistico Tour della Bessanese.